# 新西尼亞夫卡
49°32′54″N 27°44′41″E / 49.54833°N 27.74472°E
新西尼亞夫卡（烏克蘭語：Нова Синявка）是位於烏克蘭西部的村莊，由赫梅利尼茨基州裡赫梅利尼茨基區的舊西尼亞瓦市鎮負責管轄。該村始建於1520年，面積5.99平方公里，海拔高度263米，2001年人口1,198。